# Экси
Э́кси, также А́кси (эст. Aksi, или Вяйке-Прангли) — небольшой эстонский остров в северной части Финского залива. Экси относится к волости Виймси в уезде Харьюмаа. Лежит в 2,2 км к юго-востоку от острова Прангли, из-за чего его иногда называют малым Прангли (эст. Väike-Prangli. Вместе с ближайшими островами Прангли и Кери образует архипелаг.

## География и экология

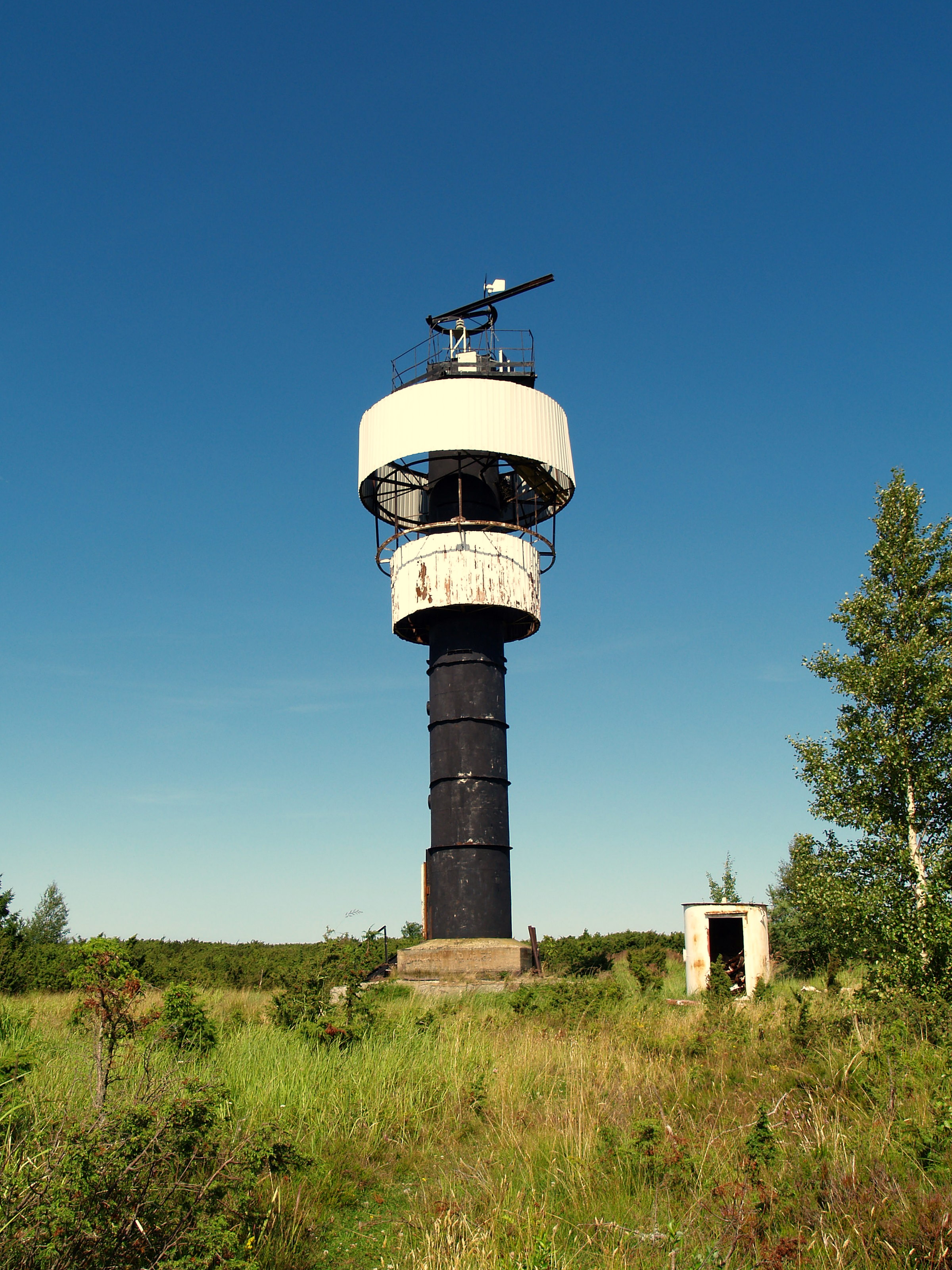
Маяк Экси

Площадь поверхности острова 0,59 км², в поперечнике длина составляет 3 км и ширина 500 м. Северная оконечность острова каменистая, а южная — песчаная, на которой растут можжевельник и берёзы. Остров покрыт растущими деревьями, лугами и заболоченными озёрцами. В стоячей воде растёт много растений вида Persicaria amphibia. Песчаный прибрежный пляж живописный и покрыт галькой и дюнами.
В настоящее время Экси объявлен птичьим заповедником, является частью ландшафтного заповедника Прангли и включён в программу от 2000 года по сохранению природного ландшафта и видов дикой природы.

## История
Постоянное население на острове было в период 1790-1953 годах. Основная часть жителей деревни из пяти семей была вынуждена оставить место в 1944 году перед Второй мировой войной по настоянию приграничных войск СССР. Тогда люди покидали свои дома на вёсельных и моторных лодках и отправлялись в Швецию или в другие поселения. Какое-то время на Экси ещё оставалось несколько жителей. Основной исторически жившей там семьёй являлось большое семейство Эксбергов (Aksberg), занимавшееся рыболовством и профессиональным изготовлением рыбацких, моторных лодок а также кресел-качалок, и хорошо известное и уважаемое среди прибрежных общин. С 1953 года и по сегодняшний день остров остаётся необитаемым.
В 1849 году, по легенде, шведский офицер Дэвид Уэкман при поддержке местных жителей построил на острове так называемый лабиринт. Входы в него представляют собой интересные каменные памятники, изготовленные из валунов и утрамбованные мелкими камешками. В других ранних шведских поселениях на эстонских островах также находили похожие лабиринты, которые относят к традициям рыболовства и мореплавания, и призванные обезопасить плавание в море. У первого входа в лабиринт на камне вырезаны инициалы DW и год постройки 1849.
Второй лабиринт находится в северо-западной части острова, северней него также находится камень с вырезанными символами «ESA 1914» — этнографы считают, что этот уже был создан Эвальдсом Константином Эксбергом (Ēvalds Konstantīns Aksbergs). По другой информации, лабиринт был построен в 1915 году и в них любили играть дети жителей островов.
В 1986 году в южной части острова был построен маяк.